# Federico Moretti y Cascone
Federico Moretti y Cascone (Nápoles, 22 de enero de 1769-Madrid, 17 de enero de 1839) fue un militar, compositor y músico. Mariscal de campo del ejército español, fue autor de los Principios para tocar la guitarra de seis órdenes, precedidos de los elementos generales de la música (Nápoles 1792, 1804, Madrid 1799), una obra fundamental en la didáctica de la guitarra clásica. Ostentó el título de conde de Moretti.

## Vida
Nació en Nápoles, el 22 de enero de 1769, en una familia de la nobleza florentina, y murió en Madrid el 17 de enero de 1839. Hermano del compositor y guitarrista Luigi Moretti. Contrajo matrimonio el 24 de marzo de 1820 con Bárbara Sánchezy Andrade. Estudió música con Girolamo Masi y con su ayuda publicó en Nápoles en 1786 la primera versión (manuscrita) de sus Principios. En 1794 se trasladó a España, ingresando en las Reales Guardias Walonas del ejército español en 1796. Ejerció una gran influencia en el desarrollo de la técnica, notación y didáctica de la guitarra y tanto Dionisio Aguado como Fernando Sor lo reconocen en sus métodos para guitarra. También tuvo un papel destacado en la implantación de la imprenta musical moderna en España, siendo —como socio de la Real Sociedad Económica Matritense de Amigos del País— promotor, protector y supervisor del establecimiento de grabado y estampación de música de Bartolomé Wirmbs.

## Carrera militar
Participó en la Guerra de las Naranjas, toma de Mahón a los ingleses, tuvo una importante participación en la Guerra de la Independencia Española donde llegó a brigadier. Ascendió a mariscal de campo en 1829. Sus actuaciones más notorias fueron la misión del anuncio del levantamiento del 2 de mayo a las tropas españolas que participaban en la ocupación de Portugal , la sublevación del Alentejo y la subsiguiente batalla, asalto y saqueo de Évora. 

## Obras
Además de sus Principios que tuvieron al menos cinco ediciones en italiano, español e inglés, Federico Moretti compuso cientos de obras musicales, sobre todo canciones con acompañamiento de guitarra. Las más conocidas son las DOCE CANCIONES / con Acompañamiento / de Guitarra / Compuestas y Dedicadas a su Amigo / EL CONDE DE FIFE / Por el Brigadier Dn. Frederico [sic] Moretti publicadas en Londres en 1812. Fue autor o traductor de más de veinte libros de temática militar, destacando entre ellos el Diccionario militar español-Francés dedicado al rey nuestro señor (Madrid, Imprenta Real, 1828).

## Discografía
- Spanish music for 6-course guitar around 1800. Centaur-records Archivado el 6 de enero de 2014 en Wayback Machine., 2012 (CRC 3277). Contiene la Fantasía (op.27) de Moretti.
- De gusto muy delicado, Música espanyola del segle XVIII per a guitarra de sis ordres. La Mà de Guido, 2011 (LMG2108). Contiene el "tema con 6 variaciones" de Moretti.

- Datos: Q1400517

1. ↑  «opac.bncf.firenze.sbn.it/Record/CFI1110382 | Gran duo concertant pour deux lyres ou deux guitares / Federico Moretti ; edizione critica, revisione e diteggiatura a cura di Carmelo Imbesi e Carmen Zangarà ; prefazione di Ana Carpintero Fernàndez».